# BYD HAN
De BYD HAN is een elektrische auto in de hogere middenklasse (E). Het voertuig wordt gemaakt door autoproducent BYD Auto uit China. Het automodel is onderdeel van de eerste reeks modellen waarvan BYD in Nederland en België personenauto's verkoopt.

## Specificaties

### Vervoer
De auto biedt 5 zitplaatsen, waarvan 2 geschikt zijn voor Isofix-kinderzitjes. Er is standaard 410 liter kofferbakruimte. Het voertuig is niet voorzien van een trekhaak. 

### Accu
De auto heeft een 85,4 kWh grote tractiebatterij waarvan 83 kWh bruikbaar is. Dit resulteert in een WLTP-gemeten actieradius van 521 km, wat neerkomt op 465 km in de praktijk. De accu is actief gekoeld. De accu wordt geproduceerd door BYD zelf, waarmee BYD een van de weinige autoproducenten is die bovendien hun eigen accupakketten produceert. Het accupakket heeft een nominaal voltage van 569 V. Het gehele accupakket weegt ongeveer 568 kg. 

### Opladen
De accu van de auto kan standaard worden opgeladen via een Type 2-connector met laadvermogen van 7,4 kW door gebruik van 1-fase 32 ampère, waarmee de auto in 13,25 uur van 0 % naar 100 % geladen kan worden. Bij gebruik van een snellader met een CCS-aansluiting kan een laadsnelheid van maximaal 120 kW worden bereikt, waarmee de auto in minimaal 43 minuten van 10 % naar 80 % geladen kan worden, wat neerkomt op een snellaadsnelheid van 450 km/u. 

### Prestaties
De elektronische aandrijflijn van de auto kan 380 kW of 517 pk aan vermogen leveren, waarmee de auto met 700 Nm koppel in 3,9 seconden kan optrekken van 0 naar 100 km/u. De maximale snelheid die bereikt kan worden is ongeveer 180 km/u.

## Galerij

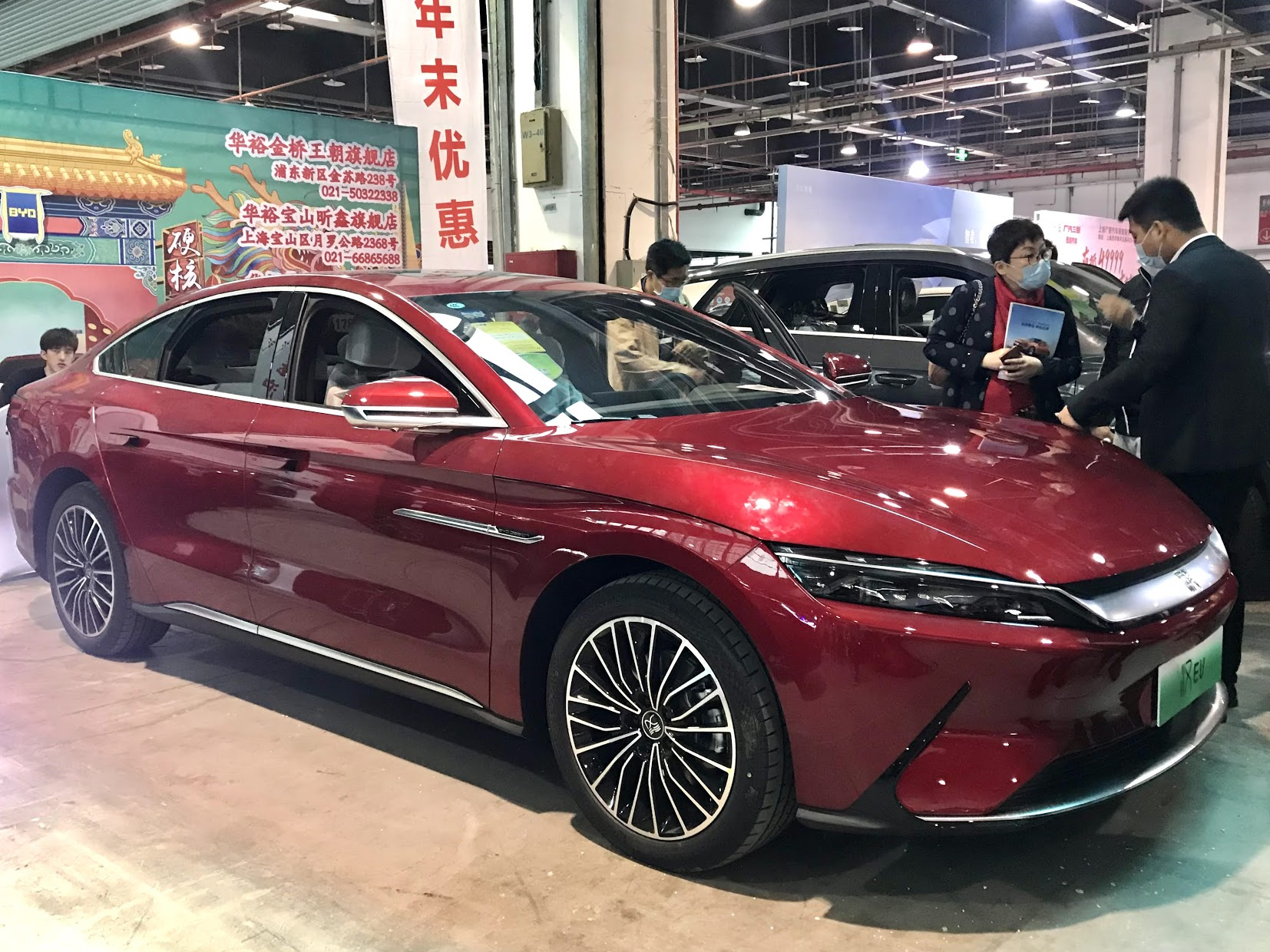
Voorzijde van de BYD HAN
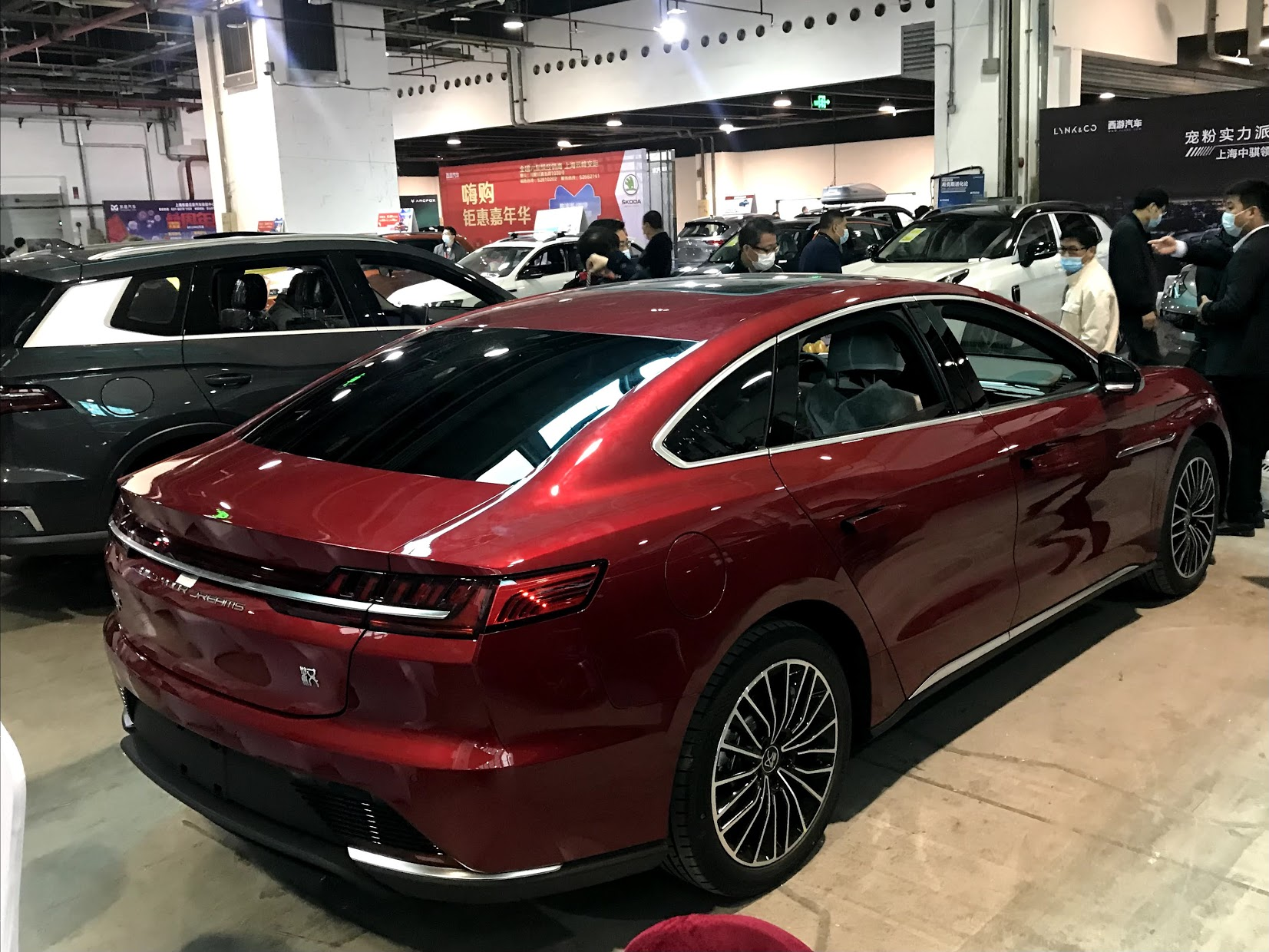
Achterzijde van de BYD HAN